# Cornelly
Cornelly (en anglais) ou Corneli (en gallois) est une communauté du borough de comté de Bridgend, au pays de Galles.

## Géographie
Elle se compose des villages de North Cornelly / Gogledd Corneli (en) et South Cornelly / Corneli Waelod (en), séparés par l'autoroute M4. Elle comprend également le village de Kenfig / Cynffig (en) et les ruines du château de Kenfig.

## Histoire
Elle est créée en 2002 lorsque l'ancienne communauté de Cynffig (en) est scindée entre Cornelly au sud et Pyle / Y Pîl au nord. 

## Démographie
Au recensement de 2011, elle comptait 7 059 habitants.